# Dassault Mirage 5
O Dassault Mirage 5 é um caça supersônico projetado na França pela Dassault Aviation durante a década de 1960, e exportado para vários países. O caça é derivado do Mirage III possuindo inúmeras variantes e foi adquirido pelas forças aéreas de onze países num total de 517 unidades construídas. A aeronave entrou em serviço operacional em 1971.

## Desenvolvimento
Devido ao sucesso alcançado por Israel com o Mirage III na Guerra dos Seis Dias, a Força Aérea Israelense solicitou a Dassault o desenvolvimento de uma nova versão. Como no oriente médio as condições meteorológicas são normalmente boas, esta versão não teria aviônicos avançados e seria dedicada ao ataque ao solo. Além de diminuir os custos, seria possível utilizar o espaço extra para carregar mais combustível, estendendo o alcance da aeronave. Esta nova aeronave foi denominada Mirage 5.
No nariz do Mirage 5, o radar foi substituído por equipamentos eletrônicos de navegação e ataque, proporcionando assim espaço extra de combustível. Foram colocados mais  pontos para cargas externas e o reforço de foguetes foram removidos. Com todas estas mudanças, a Dassault produziu um caça de custo mais barato, com capacidade de 32% mais combustível do que o Mirage III C e capaz de transportar até 14 bombas, possibilitando numerosas combinações quanto a configuração de cargas.
O Mirage 5 voou pela primeira vez no dia 19 de Maio de 1967, pilotado por Hervé Leprince-Ringuet.
A Força Aérea Israelense chegou a fazer o pedido de 50 caças no ano de 1966 mas devido as crescentes tensões no oriente médio e a pressão internacional, estas aeronaves acabaram sofrendo embargo, por isso não foram entregues a Israel, sendo incorporadas a Força Aérea Francesa com a designação Mirage 5F. Este embargo levou Israel a projetar e produzir o IAI Nesher e o IAI Kfir.
Esta aeronave, projetada como caça de ataque para "tempo bom", acabou evoluindo para a defesa aérea e reconhecimento com o surgimento de aviônicos mais compactos. Foram realizadas diversas modernizações por seus operadores e muitos ainda se encontram operacionais.

## Mirage 50
No final da década de 60, a Dassault resolveu criar uma nova versão melhorada do caça Mirage 5, recebendo o nome de Mirage 50. Esta aeronave era um caça mais moderno, equipado com sistemas eletrônicos mais sofisticados e vinha também com o motor Snecma Atar 9K 50 turbo-jet, mais potente que os motores dos Mirages antecessores. Poderia vir equipado com os radares Thomson CSF Cyrano IV que equipava os caças Mirage F1 ou pelo radar Agave utilizados pelos Super-Etendard. Apesar de ser um caça mais moderno e versátil, o projeto passou a sentir o peso da idade e apenas as Forças Aéreas do Chile e da África do Sul acabaram comprando estas aeronaves enquanto a Força Aérea da Venezuela optou por modernizar suas aeronaves antigas para este novo padrão.

## Utilização em Combate
- Guerra do Yom Kipur: Durante a guerra de Yom Kipur (1973) o Egito utilizou seus Mirage 5 realizando várias missões bem sucedidos de ataque contra posições israelenses. Estima-se que metade das aeronaves egípcias foram perdidos durante o conflito, muitos delas abatidos em voo.
- Egito e Líbia: Em Julho de 1977, um litígio fronteiriço entre o Egito e a Líbia, ambos os países acabaram utilizando seus caças Mirage 5. Os caças líbios acabaram sendo utilizados em missões de ataque e de interceptação.
- Guerra Civil do Chade: Na década de 1980, a Líbia utilizou seus Mirage 5 em cada uma de suas tentativas para conquistar o Chade. Pelo menos dois aviões foram perdidos durante estas operações.

## Variantes

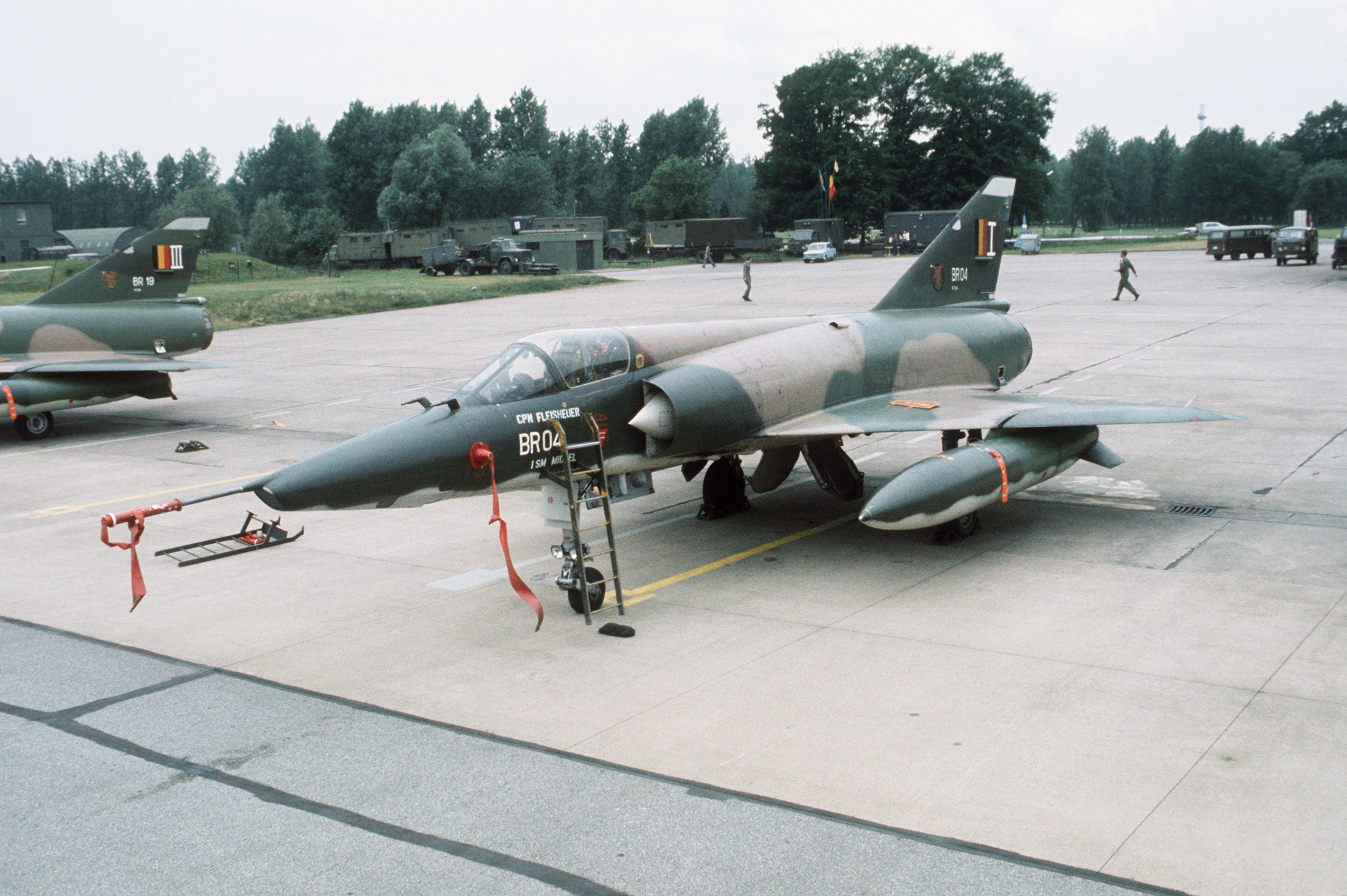
Mirage 5BR da Força Aérea da Bélgica

- Mirage 5 : Versão de ataque sem o equipamento de radar.
  - Mirage 5AD : Versão de exportação do Mirage 5 para Abu Dhabi, UAE.
  - Mirage 5EAD : Versão de caça bombardeiro equipado com radar para Abu Dhabi, UAE.
  - Mirage 5BA : Versão de exportação do Mirage 5 para a Bélgica.
  - Mirage 5COA : Versão de exportação do Mirage 5 para a Colômbia.
  - Mirage 5D : Versão de exportação do Mirage 5 para a Líbia.
  - Mirage 5DE : Versão de caça bombardeiro equipado com radar para a Líbia.
  - Mirage 5F : Versão de caças de ataque e interceptação para a Força Aérea da França.
  - Mirage 5G : Versão de exportação do Mirage 5 para o Gabão.
  - Mirage 5G-II : Atualização dos caças para o Gabão.
  - Mirage 5J : Encomenda de 50 caças para Israel, mas que foi embargado pelo governo da França. Estes caças foram distribuídos para a Força Aérea da França como Mirage 5F.
  - Mirage 5M : Versão de exportação do Mirage 5 para o Zaire.
  - Mirage 5MA Elkan :  Atualização dos Mirage 5BA para o Chile.
  - Mirage 5P : Versão de exportação do Mirage 5 para o Peru.
  - Mirage 5P Mara : Atualização dos Mirage 5P para a Argentina.
  - Mirage 5P-3 : Atualização dos caças para o Peru.
  - Mirage 5P-4 : Atualização dos caças para o Peru.
  - Mirage 5PA : Versão de exportação do Mirage 5 para o Paquistão.
  - Mirage 5PA-II : Atualização dos caças para o Paquistão, equipados com radares Agave.
  - Mirage 5PA-III : Atualização dos caças para o Paquistão, equipados com radares Agave.
  - Mirage 5SDE : Versão de caça bombardeiro equipado com radar para o Egito.
  - Mirage 5E-II : Versão de atualização de ataque para o Egito.
  - Mirage 5V : Versão de exportação do Mirage 5 para a Venezuela.
- Mirage 5R : Versão de reconhecimento.
  - Mirage 5BR : Versão de exportação do Mirage 5R para a Bélgica.
  - Mirage 5COR : Versão de exportação do Mirage 5R para a Colômbia.
  - Mirage 5DR : Versão de exportação do Mirage 5R para a Líbia.
  - Mirage 5RAD : Versão de exportação do Mirage 5R para Abu Dhabi, UAE.
  - Mirage 5SDR : Versão de exportação do Mirage 5R para o Egito.
- Mirage 5D : Versão de treinamento com 2 lugares.
  - Mirage 5BD : Versão de exportação do Mirage 5D para a Bélgica.
  - Mirage 5COD : Versão de exportação do Mirage 5D para a Colômbia.
  - Mirage 5DAD : Versão de exportação do Mirage 5D para Abu Dhabi, UAE.
  - Mirage 5DD : Versão de exportação do Mirage 5D para a Líbia.
  - Mirage 5DG : Versão de exportação do Mirage 5D para Gabão.
  - Mirage 5DM : Versão de exportação do Mirage 5D para o Zaire.
  - Mirage 5DP : Versão de exportação do Mirage 5D para o Peru.
  - Mirage 5DP-IV : Atualização dos caças para o Peru.
  - Mirage 5DPA : Versão de exportação do Mirage 5D para o Paquistão.
  - Mirage 5DPA-II : Atualização dos caças para o Paquistão.
  - Mirage 5MD Elkan : Atualização dos Mirage 5BD vendidos para o Chile.
  - Mirage 5SDD : Versão de exportação do Mirage 5D para o Egito.
  - Mirage 5DV : Versão de exportação do Mirage 5D para a Venezuela.
- Mirage 50 : Caça bombardeiro multi-role.
  - Mirage 50C : Versão de exportação do Mirage 50 para o Chile.
  - Mirage 50FC : Remotorização de oito Mirage 5F para o Chile.
  - Mirage 50DC : Versão de treinamento com 2 lugares para o Chile.
  - Mirage 50CN Pantera : Atualização dos Mirage 50C e 50FC para o Chile.
  - Mirage 50EV : Atualização dos Mirage 5V para a Venezuela.
  - Mirage 50DV : Atualização dos Mirage 5DV para a Venezuela.

## O Programa de atualização do Mirage 5 ROSE

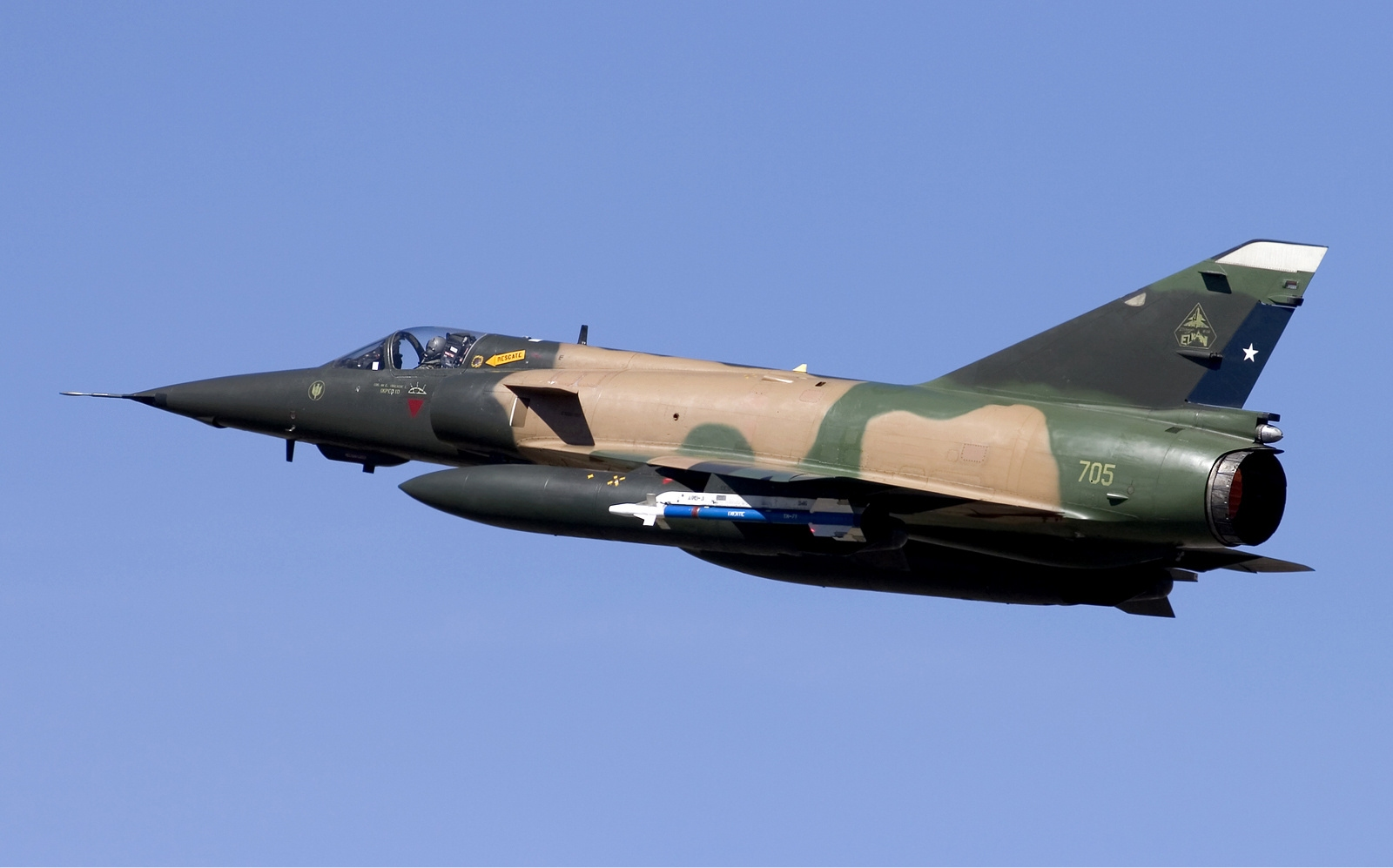
Um Mirage 5MA chileno

O programa ROSE foi lançado pela empresa francesa SAGEM com objetivo de atualizar os caças Mirage III e Mirage 5  da Força Aérea do Paquistão (PAF). As atualizações foram feitas em 3 estágios: ROSE-I, ROSE-II e ROSE-III.  Cerca de 42 Mirage III sofreram atualizações ROSE, incluindo a instalação dos radares Grifo M - o que deu aos caças da PAF capacidade BVR. Já no programa ROSE-II, pelo menos 40 Mirage 5 da PAF foram modernizadas com cockpits digitais e pods de Visão Frontal Infravermelho possibilitando aos caças a utilização de bombas H guiadas com precisão. O programa Mirage ROSE-III é a atualização da versão ROSE-II. A Força Aérea do Paquistão possuem 14 aeronaves ROSE-III em serviço.

## Derivados
- IAI Nesher: cópia quase exata da aeronave Mirage 50 realizada pela Israel Aircraft Industries (IAI), este caça foi construído após embargo que Israel sofreu durante os conflitos com os países árabes.
- IAI Kfir: versão melhorada e modificada pela Israel Aircraft Industries (IAI) para Israel, equipado com reator americano General Electric J79 e aviônica e radar mais avançado.
- Atlas Cheetah: versão redesenhada e modificada pela Atlas Aviation para a África do Sul durante a década de 80, era equipado com motor Atar 9K50 e possuía aviônica e radar mais avançado.
- Pantera: Em 1988, o Chile iniciou um programa de atualização de suas aeronaves Mirage 50 com tecnologia desenvolvida para o Kfir C2, esta versão ficou conhecida como Pantera. O Pantera incorporou aletas canards e outras melhorias aerodinânicas, como também aviônicos mais avançados. Estas aeronaves também receberam um novo nariz.

## Operadores
Relação de países onde o Mirage V está ou já esteve em operação:
- Argentina
- Emirados Árabes Unidos
- Bélgica
- Chile
- Colômbia
- Egito
- França
- Gabão
- Líbia
- Paquistão
- Peru
- Venezuela
- Zaire

## Aviões Similares
- F-5 Freedom Fighter
- Mikoyan-Gurevich MiG-21, Sukhoi Su-9, Sukhoi Su-11
- Chengdu J-7